# プロレスリングFREEDOMS
プロレスリングFREEDOMS（プロレスリング・フリーダムズ、英: Pro-Wrestling Freedoms）は、日本のプロレス団体。

## 団体名の由来
「自由（FREEDOM）を、その手に」をキーワードとして創業者の佐々木貴が「自由奔放なデスマッチ性に加えて1つの興行で様々なスタイルの試合が見られる。立場に関係なく各自が自由にアピールしたいことに責任を持ってやってほしい」という思いが込められている。

## 概要
2009年7月27日、第1次アパッチプロレス軍の解散により佐々木貴が設立。その一方で設立経緯が2008年2月18日に金村キンタローが起こした強制猥褻事件に遡ることから、設立当初は「団体名を変えただけの（事件に対する）責任逃れ」など事件を理由にした批判の声が一部で上がった。対策として設立段階から金村及び金村が設立したXWFの所属選手は一切招聘しない方針を固めて実際に該当する選手は参戦していないが金村の引退後、その方針が緩和された模様で佐々木が自身のトークイベントで金村をゲストに呼んだり、2022年5月3日の横浜武道館大会に金村が姿を見せてブリブラダンスを披露している。

## 歴史

### 2009年
- 7月27日、佐々木貴、ジ・ウィンガー、葛西純、GENTARO、神威が設立。
- 9月2日、新木場1stRINGで旗揚げ戦を開催。
- 12月25日、新木場1stRINGで「葛西純プロデュース興行 Blood X'mas 2009」を開催。

### 2010年
- 2月20日、新宿FACEで「プロレスショップMACKYプレゼンツ TRIPLE THREAT」を開催。
- 7月1日、マンモス佐々木が入団。
- 8月25日と8月26日、新木場1stRINGで「葛西純プロデュース興行 PAIN IN LIMIT 2010」を開催。
- 10月11日、札幌テイセンホールで大日本プロレス、DDTプロレスリング、KAIENTAI DOJO、アイスリボンとの5部興行「札幌プロレスフェスタ」を開催。
- 12月25日、新木場1stRINGで「葛西純プロデュース興行 Blood X'mas 2010」を開催。

### 2011年
- 3月22日、新木場1stRINGで「東北地方太平洋沖地震復興支援チャリティープロレス」を開催。
- 8月24日と8月25日、新木場1stRINGで「葛西純プロデュース興行 PAIN IN LIMIT 2011」を開催。
- 12月25日、後楽園ホールで「葛西純プロデュース興行 Blood X'mas 2011」を開催。

### 2012年
- 5月23日、杉浦透が入団。
- 6月10日、藤棚一番街中央特設会場で「藤棚一番街プロレスフェスタ」を開催。
- 8月19日、東成区民センターで「葛西純プロデュース興行 PAIN IN LIMIT 2012」を開催。
- 8月27日、後楽園ホールで「葛西純プロデュース興行 PAIN IN LIMIT 2012」のを開催。
- 12月2日、尾山台地域体育館で「東日本大震災復興&尾山台活性化 尾山台ファイト!!」を開催。
- 12月25日、後楽園ホールで「葛西純プロデュース興行 Blood X'mas 2012」を開催。

### 2013年
- 1月5日と1月6日、横浜赤レンガ倉庫1号館で大日本、DDT、K-DOJO、アイスリボンとの5部興行「横浜プロレスフェスタ」を開催。
- 5月2日、SUSUMUが入団。
- 8月21日、新木場1stRINGで「葛西純プロデュース興行 PAIN LIMIT 2013」を開催。
- 8月24日、城東区民ホールで「葛西純プロデュース興行 PAIN LIMIT 2013」を開催。
- 8月29日、後楽園ホールで「葛西純プロデュース興行 PAIN LIMIT 2013」を開催。吹本賢児が入団。
- 10月5日、新木場1stRINGで「葛西純+パンクドランカーズ+KEEP on SMILING 15周年Aniversary」を開催。
- 12月25日、後楽園ホールで「葛西純プロデュース興行 Blood X'mas 2013」を開催。

### 2014年
- 1月8日、正岡大介が入団。
- 2月9日、ネーブルカデナアリーナで予定していた琉球ドラゴンプロレスリングとの合同興行「かでなプロレス祭り」が関東地方の記録的大雪による影響で空港アクセスが閉ざされたため中止になった。
- 4月29日、朱鷺メッセで伊達皇輝が代表を務めるキックボクシングジム「KAGAYAKI」との合同チャリティー興行「プロレス&キックボクシング〜格闘技の祭典〜」を開催。
- 5月6日、ラジアントホールでプロレスリングZERO1、WNC、アイスリボンとの4部興行「横浜GWプロレス祭り」を開催。
- 6月8日、嘉手納町スポーツドームで琉球ドラゴンとの合同興行「かでなプロレス祭り」を開催（2月9日の中止になった沖縄大会の代替興行）。
- 8月3日、広島県立広島産業会館西館2号館で「葛西純プロデュース興行 Crazy monkey presents 広島デスマッチカーニバル2014」を開催。
- 8月10日、城東区民ホールで「葛西純プロデュース興行 PAIN LIMIT 2014」を開催。
- 9月4日、後楽園ホールで「葛西純プロデュース興行 PAIN LIMIT 2014」を開催。
- 12月25日、後楽園ホールで「葛西純プロデュース興行 Blood X'mas 2014」を開催。

### 2015年
- 5月6日、ラジアントホールでZERO1、プロレスリングSECRET BASE、ASUKA PROJECT、アイスリボン、REINA女子プロレスとの6部興行「横浜プロレス祭り2015GW」を開催。
- 6月13日、ネーブルカデナアリーナで琉球ドラゴンとの合同興行「かでなプロレス祭り」を開催。
- 8月2日、広島県立広島産業会館西館1号館で「葛西純プロデュース興行 Crazy monkey presents 広島デスマッチカーニバル2015」を開催。
- 8月16日、東成区民センターで「葛西純プロデュース興行 Crazy monkey presents 大阪デスマッチカーニバル2015」を開催。
- 8月28日、後楽園ホールで「葛西純プロデュース興行 Crazy monkey presents 東京デスマッチカーニバル2015」を開催。
- 8月30日、新宿ゴールデン街劇場横駐車場特設会場でASUKA PROJECTとの合同興行「新宿ゴールデン街納涼感謝祭プロレス」を開催。
- 12月25日、後楽園ホールで「葛西純プロデュース興行 Blood X'mas 2015」を開催。

### 2016年
- 3月5日、横浜にぎわい座のげシャーレでプロレスリングHEAT-UP、シアタープロレス花鳥風月との3部興行「灼熱!横浜たこ焼きプロレス2016」を開催。
- 5月2日、ドラゴン・リブレがデビュー。
- 5月12日、タワーレコード渋谷店スカイガーデンで「渋谷タワレコ屋上! スカイ"ビア"ガーデンプロレス」を開催。清水魁星がレフェリーデビュー。
- 7月13日、後楽園ホールで「葛西純プロデュース興行 Crazy monkey presents 東京デスマッチカーニバル2016」を開催。
- 7月17日、広島県立広島産業会館西館1号館で「葛西純プロデュース興行 Crazy monkey presents 広島デスマッチカーニバル2016」を開催。
- 7月31日、東成区民センターで「葛西純プロデュース興行 Crazy monkey presents 大阪デスマッチカーニバル2016」を開催。
- 12月26日、後楽園ホールで「葛西純プロデュース興行 Blood X'mas 2016」を開催。

### 2017年
- 7月9日、中村スポーツセンターで「葛西純プロデュース興行 名古屋デスマッチカーニバル2017」を開催。
- 7月17日、広島県立広島産業会館西館で「葛西純プロデュース興行 広島デスマッチカーニバル2017」を開催。
- 7月30日、花博記念公園鶴見緑地水の館ホール附属展示場で「葛西純プロデュース興行 大阪デスマッチカーニバル2017」を開催。
- 8月27日、後楽園ホールで「葛西純プロデュース興行 東京デスマッチカーニバル2017」を開催。
- 11月13日、平田智也がデビュー。
- 12月25日、後楽園ホールで「葛西純プロデュース興行 Blood X'mas 2017」を開催。

### 2018年
- 3月31日、クラブチッタ川崎で「CLUB CITTA' 30th Anniversary ヘッドロックナイト x プロレスリング・フリーダムズ〜DJ-namijin 復活祭〜」を開催。
- 7月4日、後楽園ホールで「葛西純プロデュース興行 2018シリーズ開幕戦」を開催。
- 7月15日、新木場1stRINGで「葛西純プロデュース興行 新木場デスマッチカーニバル2018」を開催。
- 7月29日、ハナミズキホールで「葛西純プロデュース興行 大阪デスマッチカーニバル2018」を開催。
- 8月19日、広島県立広島産業会館東館で「葛西純プロデュース興行 広島デスマッチカーニバル2018」を開催。
- 8月28日、後楽園ホールで「葛西純プロデュース興行 東京デスマッチカーニバル2018 Crazy monkey 20th anniversary」を開催。
- 12月25日、後楽園ホールで「葛西純プロデュース興行 Blood X'mas 2018」を開催。鎌田直樹がデビュー。

### 2019年
- 7月3日、後楽園ホールで「葛西純プロデュース興行 2019シリーズ開幕戦」を開催。
- 7月14日、新木場1stRINGで「葛西純プロデュース興行 新木場デスマッチカーニバル2019」を開催。
- 7月28日、ハナミズキホールで「葛西純プロデュース興行 大阪デスマッチカーニバル2019」を開催。
- 8月25日、広島県立広島産業会館東館で「葛西純プロデュース興行 広島デスマッチカーニバル2019」を開催。
- 8月28日、後楽園ホールで「葛西純プロデュース興行 東京デスマッチカーニバル2019」を開催。
- 12月25日、後楽園ホールで「葛西純プロデュース興行 Blood X'mas 2019」を開催。

### 2020年
- 7月11日、新木場1stRINGで「葛西純プロデュース興行 新木場デスマッチカーニバル2020」を開催。
- 7月28日、後楽園ホールで「葛西純プロデュース興行 東京デスマッチカーニバル2020 vol.1」を開催。
- 8月31日、後楽園ホールで「葛西純プロデュース興行 東京デスマッチカーニバル2020 vol.2」を開催。
- 12月25日、後楽園ホールで「葛西純プロデュース興行 Blood X'mas 2020」を開催。

### 2021年
- 7月5日、後楽園ホールで「葛西純プロデュース興行 東京デスマッチカーニバル2021 vol.1」を開催。
- 8月30日、後楽園ホールで「葛西純プロデュース興行 東京デスマッチカーニバル2021 vol.2」を開催。
- 12月25日、後楽園ホールで「葛西純プロデュース興行 Blood X'mas 2021」を開催。

### 2022年
- 7月10日、後楽園ホールで「葛西純プロデュース興行 東京デスマッチカーニバル2022 vol.1」を開催。
- 8月29日、後楽園ホールで「葛西純プロデュース興行 東京デスマッチカーニバル2022 vol.2」を開催。
- 12月25日、後楽園ホールで「葛西純プロデュース興行 Blood X'mas 2022」を開催。

### 2023年
- 7月6日、後楽園ホールで「葛西純プロデュース興行 東京デスマッチカーニバル2023 vol.1」を開催。
- 8月28日、後楽園ホールで「葛西純プロデュース興行 東京デスマッチカーニバル2023 vol.2」を開催。
- 12月25日、後楽園ホールで「葛西純プロデュース興行 Blood X'mas 2023」を開催。

### 2024年
- 3月22日、中村大夢がデビュー。
- 7月11日、後楽園ホールで「葛西純プロデュース興行 東京デスマッチカーニバル2024 vol.1」を開催。
- 8月29日、後楽園ホールで「葛西純プロデュース興行 東京デスマッチカーニバル2024 vol.2」を開催。
- 12月25日、後楽園ホールで「葛西純プロデュース興行 Blood X'mas 2024」を開催。

## タイトルホルダー
| タイトル                                      | 保持者                  | 歴代    |
| --------------------------------------------- | ----------------------- | ------- |
| KING of FREEDOM WORLD王座                     | 杉浦透                  | 第23代  |
| KING of FREEDOM WORLD TAG王座                 | 竹田誠志 伊東優作       | 第26代  |
| KING of FREEDOM WORLD JUNIOR HEAVY WEIGHT王座 | 拳剛                    | 第5代   |
| 裸足王                                        | 佐々木貴 ウナギ・サヤカ | 第8/2代 |

## 所属選手
- マンモス佐々木
- 佐々木貴
- 葛西純
- 吹本賢児
- GENTARO
- 正岡大介
- 神威
- 杉浦透
- ドラゴン・リブレ
- 平田智也

## レギュラー参戦選手
- 高岩竜一（iDENサービス）
- バラモン・シュウ（フリー）
- バラモン・ケイ（フリー）
- 進祐哉（フリー）
- 竹田誠志（フリー）
- 政岡純（フリー）
- 伊東優作（ダブプロレス）
- 植木嵩行（フリー）
- 佐久田俊行（フリー）
- 香取貴大（イーグルプロレス）
- 山下りな（フリー）
- ガイア・ホックス（フリー）
- レッカ（フリー）

## スタッフ

### レフェリー
- バーブ佐々木（フリー）
- 吉野恵悟（MAKAI）

### リングアナウンサー
- 松永郁恵
- 富山智帆（フリー）

## 歴代所属選手
- ジ・ウィンガー
- 進祐哉
- 鎌田直樹
- 中村大夢

## 歴代スタッフ
- 清水魁星（レフェリー）